# Koßweda
Koßweda, früher Coßweda, ist ein Ortsteil der Gemeinde Wetterzeube und liegt im Süden des sachsen-anhaltischen Burgenlandkreises.

## Geographie
Unmittelbar nördlich von Koßweda fließt die Weiße Elster vorbei.

## Geschichte
Bis 1792 lag Koßweda im kursächsischen Amt Haynsburg, danach im Amt Zeitz.
Seit Januar 1595 gab es in Koßweda und Rossendorf ein Gemeinschaftliches Erbgericht, das zur Hälfte jeweils den Besitzern von Schloss Crossen (Wolf Ernst von Wolframsdorf) und der Herrschaft Droyßig (Christoph von Hoym) unterstand. Dieses Erbgericht war einem Patrimonialgericht gleichgestellt und hatte die Gerichtsbarkeit innerhalb der Ortslage in beiden Dörfern. In der Feldflur verfügten die Besitzer von Crossen über die Gerichtsbarkeit. 1849 wurde das Gemeinschaftliche Erbgericht aufgehoben und Koßweda dem Amtsgericht Zeitz unterstellt.